# Gà lon bia

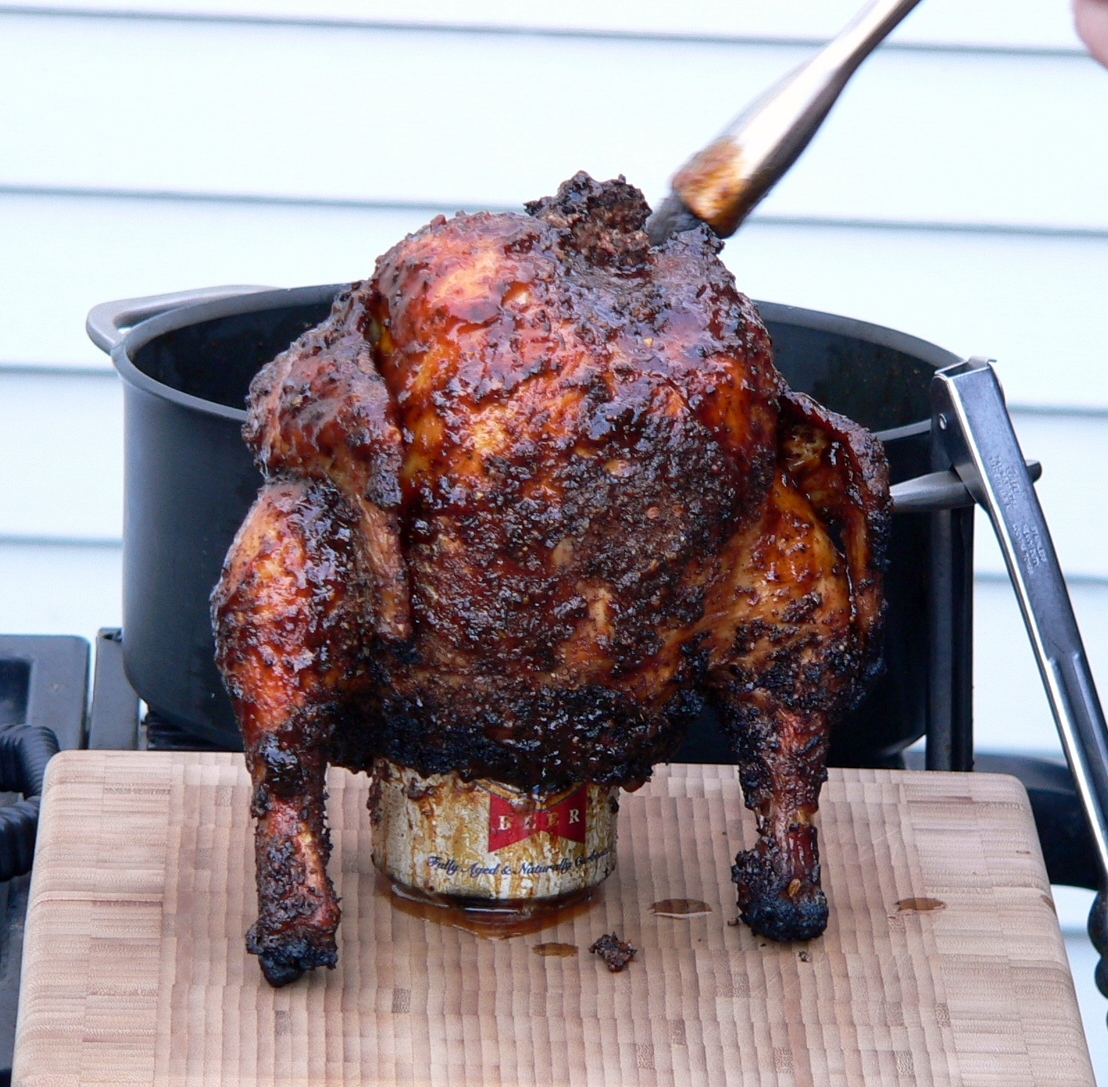
Một con gà lon bia sau khi nướng

Gà lon bia

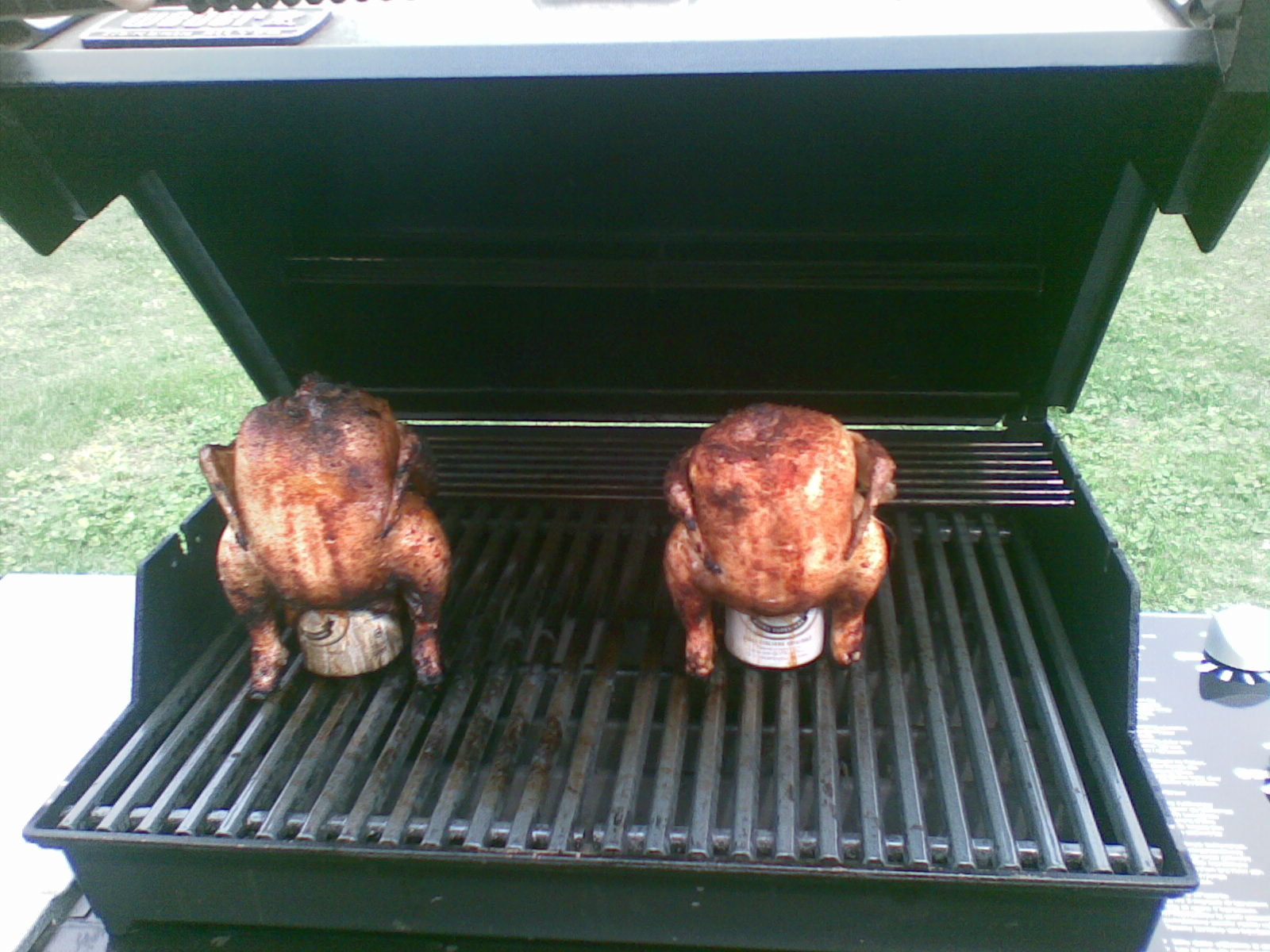
Gà lon bia nướng trên vỉ sắt

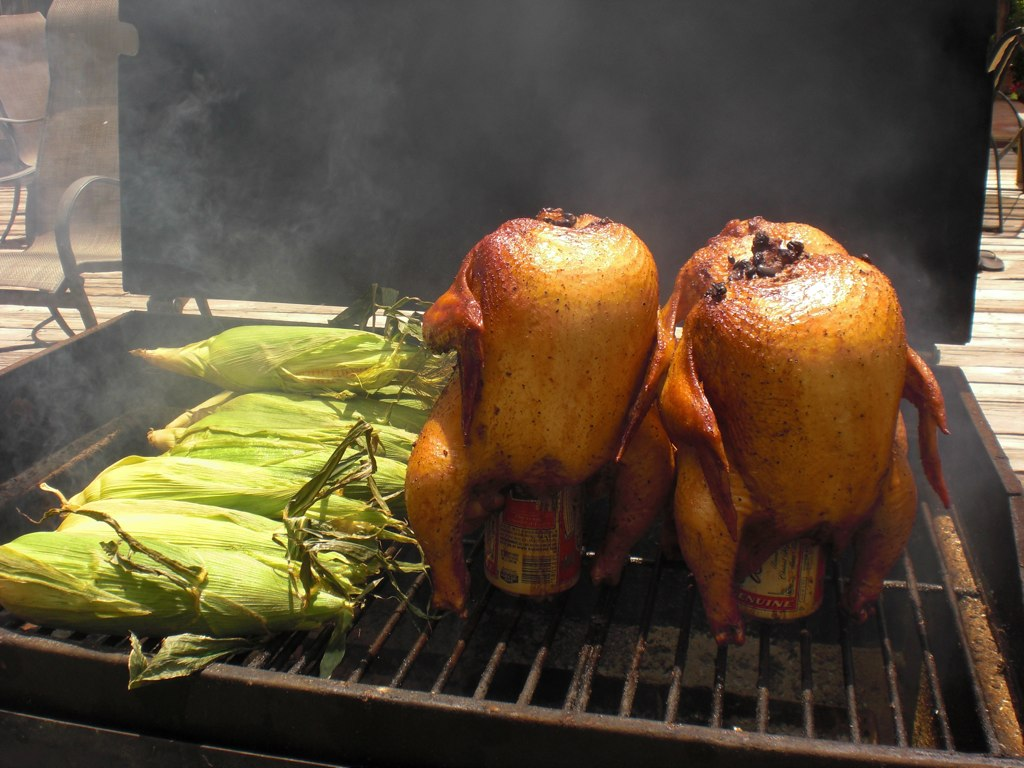
Gà lon bia được nướng với ngô

Gà lon bia (còn được gọi là gà ngồi trên ngai vàng, gà mông bia, gà nhảy hay gà say rượu) là một món gà nướng được chế biến bằng cách lấy một lon chứa bia nhét vào ổ bụng gà trước khi đem đi nướng. Quá trình này giúp tăng thêm độ ẩm cho món ăn, đồng thời một vài ý kiến tin rằng hơi nước từ bia dùng để hấp gà từ phía trong và làm cho nó có hương vị thơm ngon hơn. Một số người là những tín đồ của loại đồ ăn này, trong khi số khác thì đánh giá cao độ hiệu quả của việc sử dụng bia, còn giới khoa học lại xem gà lon bia là món ăn gây tranh cãi. Có ý kiến cho rằng nó có thể bắt nguồn từ tiểu bang Louisiana của Hoa Kỳ.

## Tổng quan
Gà lon bia là một món gà nướng với phương pháp nướng gián tiếp, trong đó một lon bia hoặc những loại đồ uống đóng hộp khác được đặt vào cái lỗ dưới ổ bụng của một con gà, nhằm giữ cho gà thăng bằng theo chiều dọc khi nó được nướng trên vỉ sắt hoặc trong lò. Trong quá trình nấu, bia trong lon sẽ bốc hơi lên làm tăng độ ẩm trong cái lỗ, đồng thời một số giả thuyết cho rằng hơi bia sẽ làm tăng hương vị cho món ăn. Bởi vì gà ở tư thế thẳng đứng, chất béo trong nó sẽ thoát ra ngoài và da được nấu chín đều.
Trước khi nấu, một ít bia trong lon thường được đổ ra và sau đó nhét vào cái lỗ (tuy nhiên vẫn có công thức dùng lon bia đầy). Có vài kiểu nấu sử dụng một lon bia 12 ounce tiêu chuẩn (355 ml), trong khi những cách khác thì dùng loại bia cao cấp, có kích cỡ lớn hơn. Thịt gà đôi khi được phủ một lớp gia vị hoặc được ướp.
Một số người đã ủng hộ món này, còn số khác thì lại cảm thấy rằng món ăn và quy trình chế biến được đánh giá cao quá mức. Tuyên bố về độ hiệu quả của bia khi hấp gà từ bên trong và mang lại hương vị ngon hơn đã dẫn đến nhiều tranh cãi. Có nhiều chỉ trích xoay quanh gà lon bia, trong đó một nhà phê bình khẳng định món này "gây nguy hiểm" và "lãng phí bia ngon". Một nhà phê bình khác thì tuyên bố rằng quá trình nấu có thể làm cho gà khô hơn so với những cách nướng khác, trong khi vài chuyên gia ẩm thực khác nói nếu bia không đạt đến nhiệt độ sôi thì nó sẽ không hấp gà được.

## Lịch sử
Nhà ẩm thực Steven Raichlen đã đưa ra ý kiến cho rằng gà lon bia có nguồn gốc từ tiểu bang Louisiana ở Hoa Kỳ. Bên cạnh đó, gà lon bia cũng được xem như một món ăn đặc trưng tại một số cuộc thi làm đồ nướng BBQ, cũng như ở nhiều nhà hàng tại quốc gia này.

## Dưới dạng thức ăn nhanh
Vào tháng 10 năm 2014, Popeyes Louisiana Kitchen cho ra mắt món gà lon bia phiên bản giới hạn của thương hiệu, được sản xuất mà không cần dùng đến bia. Các thành phần chính bao gồm thịt ức gà được thái lát, ướp trong một hỗn hợp gia vị có mùi giống gà lon bia thông thường, sau đó đập nhuyễn rồi đem đi chiên ngập dầu. Hỗn hợp gia vị gồm có bơ, hành tây, tỏi, hương thảo, vỏ chanh, ớt cayenne cùng một "thành phần bí mật" mà Popeyes không tiết lộ. Giám đốc tiếp thị của công ty tuyên bố với một nguồn tin báo chí rằng họ đã "...nghiên cứu loại đồ ăn này trong nhiều năm liền".